# Feldflieger-Abteilung 64
Feldflieger-Abteilung Nr. 64 – FFA 64 (Polowy oddział lotniczy nr 64) – jednostka obserwacyjna i rozpoznawcza lotnictwa niemieckiego Luftstreitkräfte z początkowego okresu I wojny światowej.

## Informacje ogólne
Jednostka została utworzona na początku I wojny światowej, w dniu 13 maja 1915 roku w Fliegerersatz Abteilung Nr. 5 i weszła w skład większej jednostki Batalionu Lotniczego nr 3. Jednostka uczestniczyła w walkach na froncie wschodnim. 
11 stycznia 1917 roku jednostka została przeformowana i zmieniona w Fliegerabteilung 32 - (FA 32).